# Wilhelm-Orde

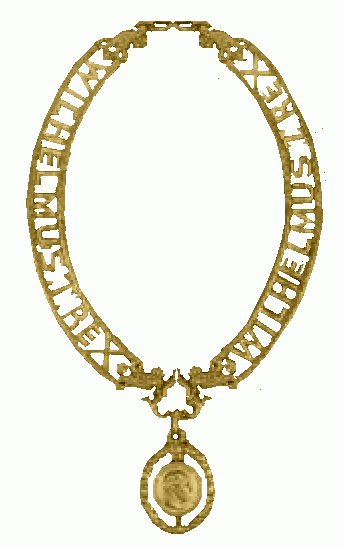
Keten

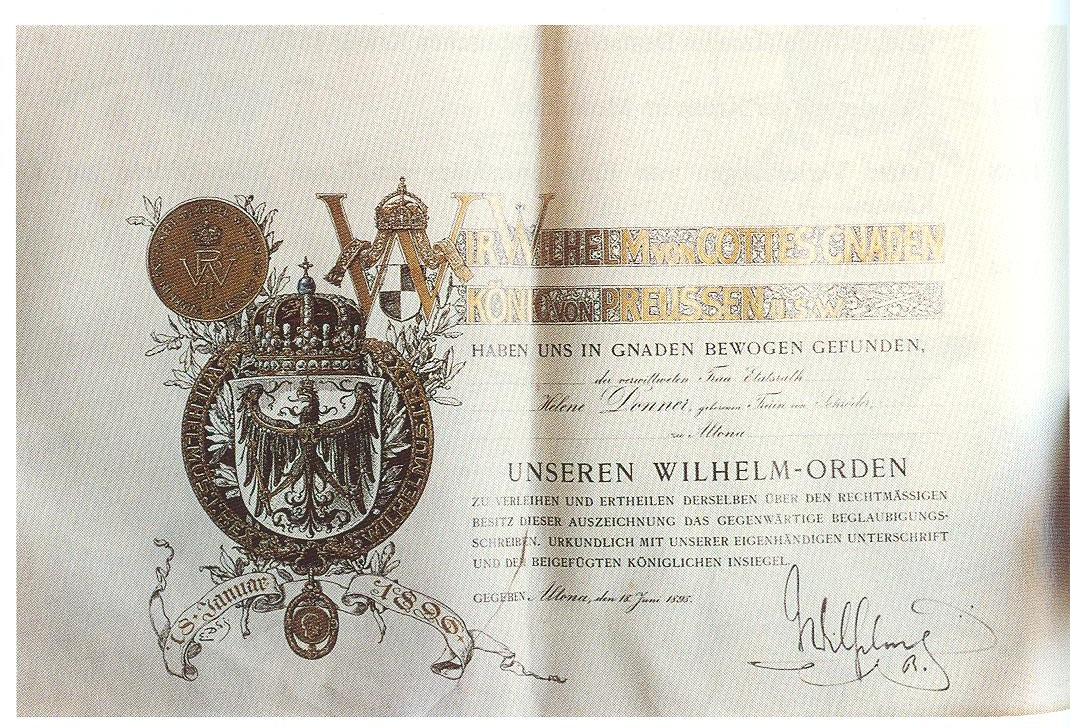
Diploma uit 1896.

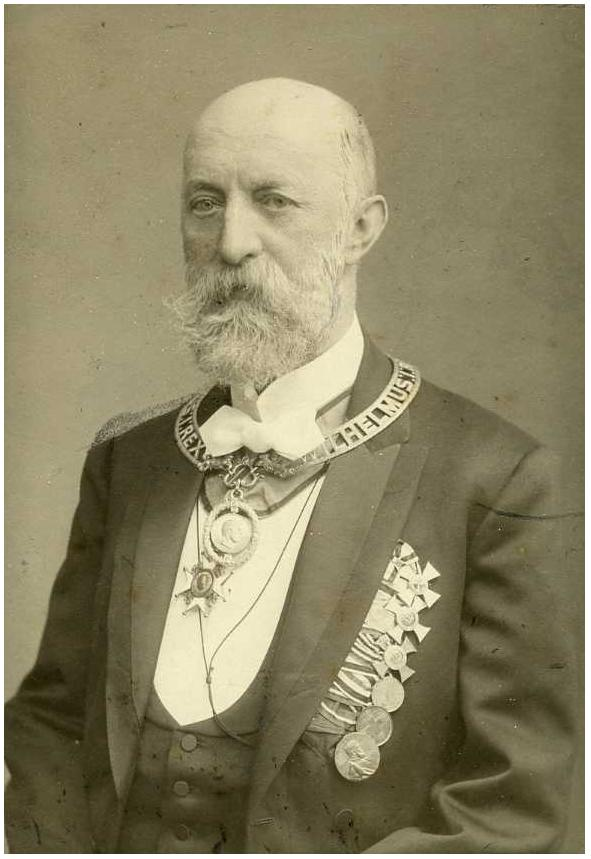
Jakob Friedrich (Fritz) Kalle poseert met de keten. Hij draagt onder andere de Orde van de Rode Adelaar met de "scheife", de Kroonorde, de Kroonorde met Rode Kruis decoratie, de Medaille van het Rode Kruis voor Dienst in 1870 en om de hals het commandeurskruis van de Saksisch-Ernestinische Huisorde.

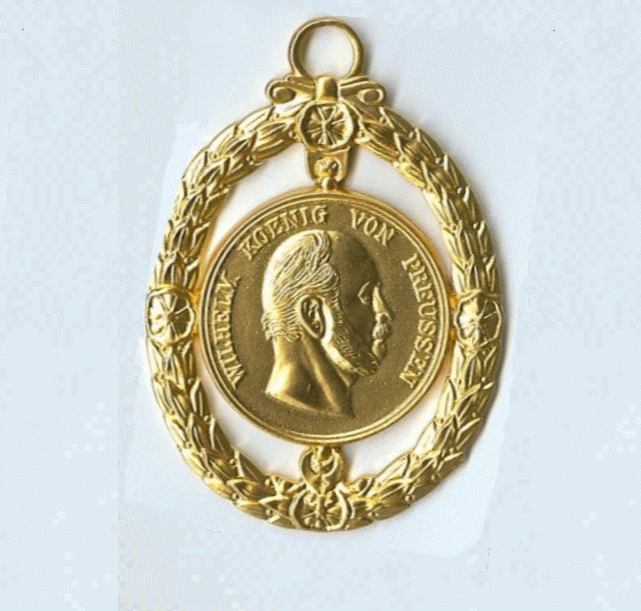
Het kleinood. Particuliere verzameling, Groningen.

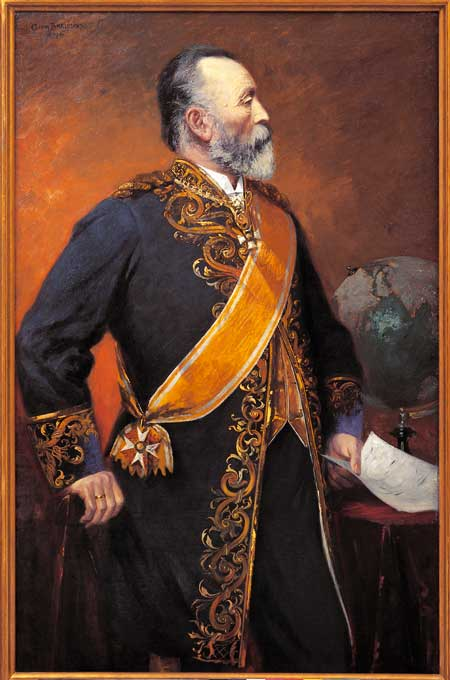
De posterijenhervormer Heinrich von Stephan met de keten en het grootlint van de Orde van de Rode Adelaar.

De Wilhelm-Orde (Duits: Wilhelm-Orden) werd op 18 januari 1896 door de Duitse keizer en koning van Pruisen Wilhelm II ingesteld ter nagedachtenis aan zijn grootvader keizer Wilhelm I "De Grote". Het was 25 jaar eerder dat de grootvader van Wilhelm II in Versailles tot Duits keizer werd geproclameerd. De orde behoort tot de ridderorden van Pruisen, het keizerrijk Duitsland kende geen ridderorden.
De onderscheiding, een medaillon met het portret van Wilhelm I, werd aan een zware gouden keten gedragen. De keerzijde van het medaillon droeg de woorden "WIRKE IM ANDENKEN AN KAISER WILHELM DEN GROSSEN".
De 220 gram zware keten droeg de woorden "WILHELMUS I REX" en was door de medailleurs Emil Weigand en Otto Schultz vervaardigd. Vanwege zijn uiterlijk wordt de Wilhelm-Orde ook weleens met de, zeer algemene, centenarmedaille verwisseld.
De Orde was zeer exclusief en werd onder anderen aan Vorst Bismarck en aan Robert Koch verleend.
Ook het keurvorstendom Hessen-Kassel bezat een "Wilhelmsorden" maar deze was ouder en was genoemd naar keurvorst Frederik Willem I van Hessen-Kassel.

## Het Koninklijk Besluit
WIR WILHELM, VON GOTTES GNADEN König von Preussen etc. haben beschlossen, aus Anlass der 25jährigen Wiederkehr des Tages der Kaiser-Proklamation zu Versailles einen Orden zu stiften zum bleibenden Gedächtniss an die friedlichen Grossthaten Unseres in Gott ruhenden Herrn Grossvaters, des Kaisers und Königs Wilhelms des Grossen Majestät, sowie zum Ansporn für das jetzige und kommende Geschlecht in Seinem Sinne mitzuarbeiten an des Volkes Wohl, wie Er es in der Allerhöchsten Botschaft vom 17. November 1881 vorgezeichnet und Uns die Vollendung dieser Aufgabe als heiliges Vermächtniss hinterlassen hat.
Der Orden soll den Namen „Wilhelm-Orden" führen und aus einer Klasse bestehen, welche gleichmässig an solche Männer, Frauen und Jungfrauen zu verleihen Wir Uns und Unseren Nachfolgern in der Krone vorbehalten, die sich hervorragende Verdienste um die Wohlfahrt und Veredelung des Volkes im Allgemeinen sowie insonderheit auf socialpolitischem Gebiete im Sinne der Botschaft des hochseligen grossen Kaisers erworben haben.
Zum Abzeichen dieses Ordens haben Wir ein an goldener Kette zu tragendes goldenes Kleinod erwählt, welches auf der vorderen Seite das Bildniss des hochseligen Kaisers und Königs mit der Umschrift : „Wilhelm, König von Preussen" und auf der Rückseite die Initialen Unseres Namens mit der darüber schwebenden Königlichen Krone, daneben den Tag der Stiftung dieses Ordens und als Umschrift die Devise trägt: „Wirke im Andenken an Kaiser Wilhelm den Grossen."
Urkundlich unter Unserer höchsteigenhändigen Unterschrift und beigedrucktem Königlichen Insiegel.
Gegeben Berlin Schloss, den 18. Januar 1896.
(L. S.) WILHELM R.
Fürst zu Hohenlohe. Frhr. v. Berlepsch. Miquel
Thielen. Bosse. Frhr, von Marschall.
Frhr. v. Hammerstein. Schoenstedt.

## De nagedachtenis van Wilhelm I
Het door de Hohenzollern gestichte Tweede Rijk, een politieke schepping van Otto von Bismarck, was in 1896 nog maar 25 jaar oud. Het Rijk had iconen, idolen en legitimatie nodig. De zeer oud geworden keizer Wilhelm I werd door velen met veel liefde herdacht maar hij was ook de "kartertsenprins" geweest die in zijn jeugd de democratische beweging van 1848 met geweld had onderdrukt. Tijdens zijn regering had hij zijn bondgenoot Frans Jozef I van Oostenrijk aangevallen en verslagen, hij had vier bloedige oorlogen gevoerd, meerdere Duitse vorsten van hun troon gejaagd en Hannover, Hessen-Kassel en Nassau ingelijfd. Men noemde hem vanwege die gewonnen oorlogen wel de "Siegeskaiser" of "Wilhelm der Große". De orde legt daarentegen de nadruk op zijn "friedlichen Grossthaten". Het noemen van "Vredelievende grootdaden", typisch 19e-eeuws byzantinisme uit een tijd waarin vorsten op een zeer hoog voetstuk werden gezet, moest de nadruk op de economische, culturele en wetenschappelijke vooruitgang van Duitsland vestigen en de aandacht afleiden van het ongebreidelde Pruisische militarisme.
Door de bijnaam "Willhelm de Grote" in de orde te vereeuwigen werd aangesloten bij de traditie die Frederik II van Pruisen "de Grote" is blijven noemen. Bij Wilhelm I kon de naam ondanks de officiële propaganda niet beklijven. Hij werd nòch door zijn tijdgenoten, nòch door de latere generaties spontaan "Wilhelm de Grote" genoemd.
Wilhelm II was de kleinzoon van Wilhelm I. Aan de nagedachtenis van zijn vader, de door hem gehate Frederik III van Duitsland, besteedde Wilhelm liever weinig aandacht. Hij wilde in de voetsporen van zijn conservatieve grootvader treden. Dat werd hem mogelijk gemaakt omdat de liberale Friedrich III slechts honderd dagen had geregeerd. Behalve een orde en medailles wijdde Wilhelm II ook een kerk in Berlijn, de Kaiser-Wilhelm-Gedächtniskirche aan de herinnering van zijn grootvader.

## Dragers van de Wilhelm-Orde
De eerste keten werd op de stichtingsdag aan Otto von Bismarck verleend. Er zijn ongeveer 65 benoemingen bekend.
Dragers van de keten:
- Helene Donner, Altona 1893[1]
- Egmont Websky
- Heinrich von Stephan
- Paul Berthold
- Sophie Henschel
- Robert Koch
- Prins Albert van Pruisen de Herrenmeister van de Johanniterorde in Pruisen.[2]

De laatste benoeming was die van erfprinses Maria Elisabeth van Saksen-Meiningen op 28 augustus 1913.

## Draagwijze
Heren en dames droegen de keten op dezelfde wijze. Omdat de keten vrij kort en niet erg bewegelijk is werd hij rond de hals over de revers van de jas gedragen. Het medaillon op de voorzijde kon dan net onder een mogelijk commandeurskruis komen te hangen.